# 세로나비아
세로나비아(스페인어: Cerro Navia)는 칠레 산티아고 수도주 산티아고 현의 코무나이다.